# Step Back in Time
«Step Back in Time» — песня австралийской певицы Кайли Миноуг с её третьего студийного альбома Rhythm of Love (1990). За 2-3 недели до выхода альбома была издана отдельным синглом. (Это был второй сингл с того альбома.)
В Великобритании сингл с песней «Step Back in Time» достиг 4 места (в национальном сингловом чарте).

## История создания
Песня была написана и спродюсирована авторским и продюсерским трио Сток, Эйткен и Уотерман.